# Phyaces comosus
Phyaces comosus là một loài nhện trong họ Salticidae.
Loài này thuộc chi Phyaces. Phyaces comosus được Eugène Simon miêu tả năm 1902.